# Dai Takeda
Dai Takeda (武田 大 Takeda Dai?, nacido el 24 de octubre de 1989 en Kanagawa) es un futbolista japonés que se desempeña como guardameta.

## Trayectoria

### Clubes
| Club                | País  | Año         |
| ------------------- | ----- | ----------- |
| Giravanz Kitakyushu | Japón | 2012 - 2013 |
| Kagoshima United FC | Japón | 2014 - 2016 |
| AC Nagano Parceiro  | Japón | 2017        |

## Estadística de carrera

### J. League
| Club                | Año   | J. League | J. League | Copa J. League | Copa J. League | Total | Total |
| Club                | Año   | Part.     | Goles     | Part.          | Goles          | Part. | Goles |
| ------------------- | ----- | --------- | --------- | -------------- | -------------- | ----- | ----- |
| Giravanz Kitakyushu | 2012  | 0         | 0         | -              | -              | 0     | 0     |
| Giravanz Kitakyushu | 2013  | 0         | 0         | -              | -              | 0     | 0     |
| Kagoshima United FC | 2016  | 2         | 0         | -              | -              | 2     | 0     |
| AC Nagano Parceiro  | 2017  | 2         | 0         | -              | -              | 2     | 0     |
| Total               | Total | 4         | 0         | 0              | 0              | 4     | 0     |